# 毛紡廠路駅
毛紡廠路駅（もうぼうしょうろえき）は、中華人民共和国江蘇省南京市浦口区大橋北路と毛紡廠路の交差点にある、南京地下鉄S8号線の駅である。

## 駅名
駅名については、事業着手当初は南京地下鉄集団は「弘陽広場駅」の仮称を用いており、2019年12月に「大橋北路駅」を駅名として第一次公示され、2020年1月に駅名が「毛紡廠路駅」に決定したことが発表された。

## 歴史
- 2022年9月30日S8号線の駅として開業。

## 駅構造

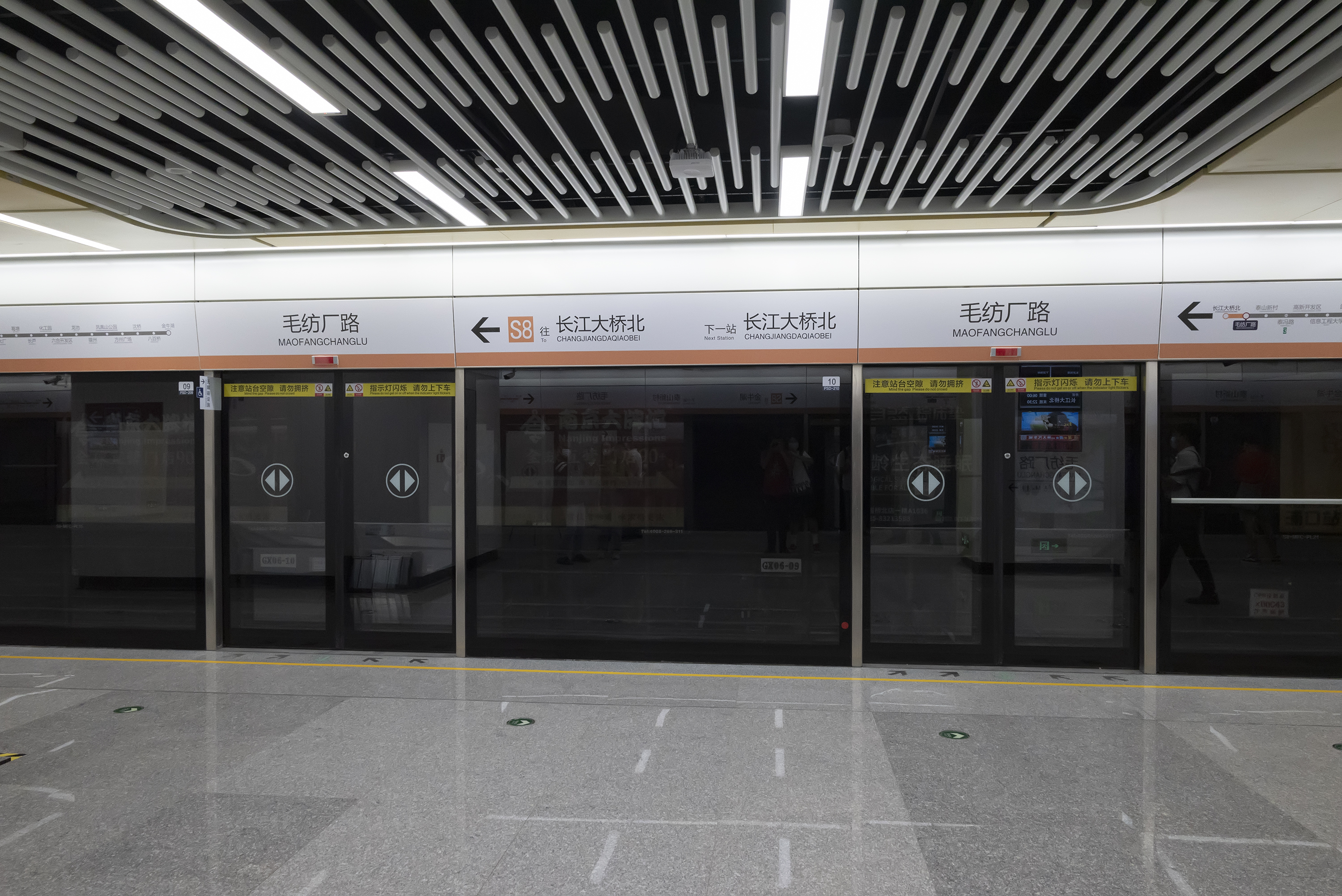
ホーム

島式ホーム1面2線の地下2層構造の駅である。

### のりば
| 番線 | 路線             | 方面                                      | 行先          |
| ---- | ---------------- | ----------------------------------------- | ------------- |
|      | 南京地下鉄S8号線 | 長江大橋北・柳洲南路 方面                 | 浦口公園 行き |
|      | 南京地下鉄S8号線 | 泰山新村・卸甲甸・鳳凰山公園・金牛湖 方面 | 天長 行き     |

## 駅周辺
- 弘陽広場
- 中国郵政儲蓄銀行

## 隣の駅
南京地下鉄
■S8号線
長江大橋北駅  -  毛紡廠路駅  -  泰山新村駅